# Fagerhaugs socken
Fagerhaugs socken (norska: Fagerhaug sokn) är en tidigare församling i Gauldals prosteri i Nidaros stift inom Norska kyrkan. Församlingen omfattade den östra delen av Oppdals kommun i Trøndelag fylke i mellersta Norge.
Fagerhaugs socken bildades 1997 genom utbrytning ur Oppdals socken. 2000 fördes den över från Orkdals prosteri till Gauldals prosteri och bytte därför församlingskod från 09060202 till 09070502. 2017 gick församlingen åter upp i Oppdals socken.

## Kyrkor
- Fagerhaugs kyrka